# Т-34 (филм, 2018)
 Тази статия е за филма от 2018.  За бойната машина вижте Т-34.  
„Т-34“ е руски военен филм за Великата отечествена воина 1941 – 1945 г.
Действието на филма първоначално се развива по време на офанзивата на Вермахта пред стените на Москва, при провеждането на операция „Тайфун“, част от Битката при Москва през 1941 г. През ноември тази година в село Нефьодовка на доскоро обучаваният кадет Николай Ивушкин му се налага да поеме командването на единствения оцелял танк Т-34 76, в бойната част и да влезе в неравен сблъсък с немска танкова рота, която се приближава към Москва. Тази бойна част на врага е командвана от опитния в битките хауптман Клаус Ягер. Ранен в боя Ивушкин се озовава в концентрационен лагер в Тюрингия.
През лятото на 1944 г. Ивушкин вече има няколко опита за бягство от концлагера. Там обаче е и неговият „стар познайник“ Ягер, който решава да използва уменията на Николай, за да обучава немски кадети. Той му нарежда да събере екип (танкистите са същите от битката през 41 г.) и да ремонтира трофейния нов модел на танка – Т-34 85. Този път бягството е успешно, а танковия дуел срещу „Пантерата“ завършва в полза на съветския войник.
| „ | Посвещава се на героите танкисти от Великата отечествена война, прославени и неизвестни, паднали в боя или завърнали се у дома. | “ |

## Награди
Т-34 е награден със следните призове и награди:
- Най-добър пълнометражен художествен филм – АПКиТ (2019)
- Приз на зрителските симпатии – MIRFF (Международен фестивал на руското кино) (2019)
- „Золотой Орел“ – за най-добра режисьорска работа (Виктория Фанасютина) (2020)
- „Золотой Орел“ – за най-добър сценарий (Алексей Сидоров) (2020)
- „Золотой Орел“ – за най-добри визуални ефекти (Алгус Студио) (2020)
- 5th Jackie Chan International Action Film Week – приз за най-добър монтаж (Димитрий Корабелников)
- 5th Jackie Chan International Action Film Week – специален приз на журито за ней-добър филм
- ТЭФИ. „Летопись Победы“ – за най-добър режисьор на телевизионен филм (Виктория Фанасютина)
- ТЭФИ. „Летопись Победы“ – за най-добра женска роля (Ирина Старшенбаум)